# Professeur Challenger
Pour les articles homonymes, voir Challenger.
Le professeur Challenger (prénommé « George Edward ») est un personnage de fiction créé par Arthur Conan Doyle dans le roman Le Monde perdu, paru en 1912.
Le professeur Challenger est différent des héros habituels de Conan Doyle ; il est « l'anti-Sherlock Holmes » par excellence : vaniteux, grossier, colérique, dangereux et exubérant, cet explorateur a consacré sa vie à la science sous toutes ses formes.

## Biographie fictive

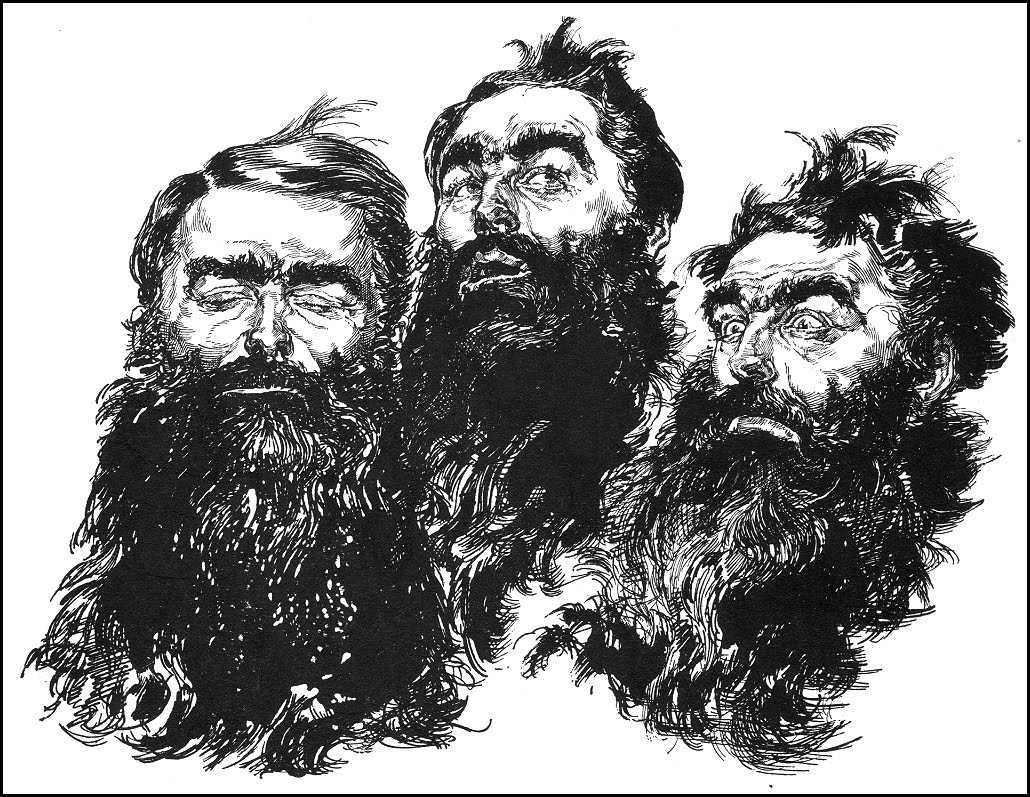
Trois expressions du professeur Challenger, par Joseph Clement Coll.

(D'après les notes de M. McArdle, rédacteur en chef du Daily Gazette)
Challenger, George Edward est né à Largs en 1863. Il a fait ses études à l’Académie puis à l'université d'Édimbourg. Il devient assistant au British Museum en 1892, puis entre l'année suivante dans le Département d’Anthropologie comparative comme Conservateur adjoint. Il remporte de nombreux prix et devient membre de différentes sociétés comme l'Académie des Sciences de la Plata. Il est l'auteur de Quelques observations sur une série de crânes kalmouks, Esquisses de l’évolution vertébrée et Les Mensonges du Weissmanisme (ce dernier article provoqua une discussion orageuse au Congrès Zoologique de Vienne). Il demeure à Enmore Park, Kensington avec sa femme, Jessie, et leur fille Enid.
Lorsque ses collègues et la presse se moquent de ses découvertes en Amérique du Sud au sujet d'un « monde perdu », le professeur Challenger devient irritable au point de se jeter sur quiconque l’interrompt et d'envoyer les journalistes dégringoler dans les escaliers. Son épouse, Jessie, est attristée de voir ce grand homme tourné en dérision pour ses accès de violence. Devant l'incrédulité de ses confrères, il propose l'envoi d'une expédition zoologique dans les profondeurs de la forêt amazonienne pour vérifier la véracité de ces faits...
Sa fille, Enid Challenger, devient la fiancée d'Edward Malone, le jeune journaliste du Daily Gazette .

## Présence hors de l’œuvre de Conan Doyle
On retrouve des apparitions du Professeur Challenger hors des romans d'Arthur Conan Doyle, notamment dans les films, adaptations télévisuelles ou vidéoludiques de son œuvre.
Le Professeur Challenger apparaît également dans le deuxième « plateau » de Mille Plateaux, de G. Deleuze et F. Guattari, intitulé "La géologie de la morale", sous les traits d'un conférencier expliquant les processus de stratification sur la planète Terre – détour philosophique qui leur permet d'aborder d'une façon détournée certains aspects fondamentaux de leur ontologie.

## Œuvres composant l'univers de fiction et pastiches

### Romansetnouvelles
- Arthur Conan Doyle, Le Monde perdu, 1912
- Arthur Conan Doyle, La Ceinture empoisonnée, 1913
- Arthur Conan Doyle, Au pays des brumes, 1926
- Arthur Conan Doyle, La Machine à désintégrer, 1927
- Arthur Conan Doyle, Quand la Terre hurla, 1928

### Films
- 1925 : Le Monde perdu (The Lost World) de Harry O. Hoyt avec Wallace Beery, Lewis Stone

Adaptation du roman Le Monde perdu.
- 1960 : Le Monde perdu  (The Lost World) de Irwin Allen avec Jill Saint-John, Michael Rennie

Adaptation du roman Le Monde perdu.
- 1992 : Le Monde perdu (en)  (The Lost World) de Timothy Bond

Adaptation du roman Le Monde perdu.
- 1992 : Return to the Lost World (en) de Timothy Bond

Suite du Monde perdu de 1992.
- 1998 : Le Monde perdu  (The Lost World) de Bob Keen

Adaptation du roman Le Monde perdu.
- 2005 : Le Seigneur du monde perdu  (King of the Lost World) de Leigh Slawner

### Télévision
- 1999-2002 : Le Monde perdu (The Lost World), série en trois saisons.
- 2001 : Les Aventuriers du monde perdu (The Lost World), téléfilm en deux parties de Stuart Orme avec Bob Hoskins et Peter Falk.
- 2002 : Aventures dans le monde perdu de Sir Conan Doyle, adaptation en dessin animé en 26 épisodes de 25 minutes[4].

### Bandes dessinées
- André-Paul Duchâteau et Patrice Sanahujas, Challenger, Claude Lefrancq éditeur, 1990-1992.
- Le monde perdu de Maple White. Deux tomes dessinés par Patrick Deubelbeiss aux Éditions Vents d'Ouest (2004)
- Le Monde perdu. Trois tomes scénarisés par Christophe Bec aux Éditions Soleil (2013) [5].

### Jeux de société
- Lost World (1994)

de Andrej Wiatkin, édité par Polina et Centre of Prospective Projects. De 2 à 4 joueurs pour une durée moyenne de jeu de 45 minutes.
- Dinosaurs of the Lost World (1987)

de Mick (Mike) Uhl, édité par Avalon Hill de 1 à 4 joueurs pour une durée de jeu moyenne de 90 minutes.

### Jeu vidéo
- 1997 : Lost World Arcade. Développé par AM3, édité par SEGA